# Вітянський провулок
Вітя́нський провулок — зниклий провулок, що існував у Московському, нині Голосіївському районі Києва, місцевість Деміївка. Пролягав від Голосіївської до Малокитаївської вулиці.
Прилучався Керамічний провулок.

## Історія
Виник на межі XIX–ХХ століть під такою ж назвою, також зустрічалась назва Мітянський провулок. Назву Вітянський провулок було офіційно затверджено 1957 року.
Ліквідований у зв'язку з частковим знесенням частини малоповерхової забудови наприкінці 1970-х — на початку 1980-х років.